# 26 (číslo)
Dvacet šest je přirozené číslo. Následuje po číslu dvacet pět a předchází číslu dvacet sedm. Řadová číslovka je dvacátý šestý nebo šestadvacátý. Římskými číslicemi se zapisuje XXVI.

## Matematika
Dvacet šest je
- jediné číslo (dokázal Pierre de Fermat), které se nachází mezi druhou mocninou ({\displaystyle 25=5^{2}}) a třetí mocninou ({\displaystyle 27=3^{3}})

## Chemie
- 26 je atomové číslo železa

## Ostatní
- Počet písmen v latinské abecedě
- Číslo Patrika Eliáše na dresu New Jersey Devils
- Počet krychliček v Rubikově kostce

## Roky
- 26
- 26 př. n. l.
- 1926
- 2026